# Werblinia

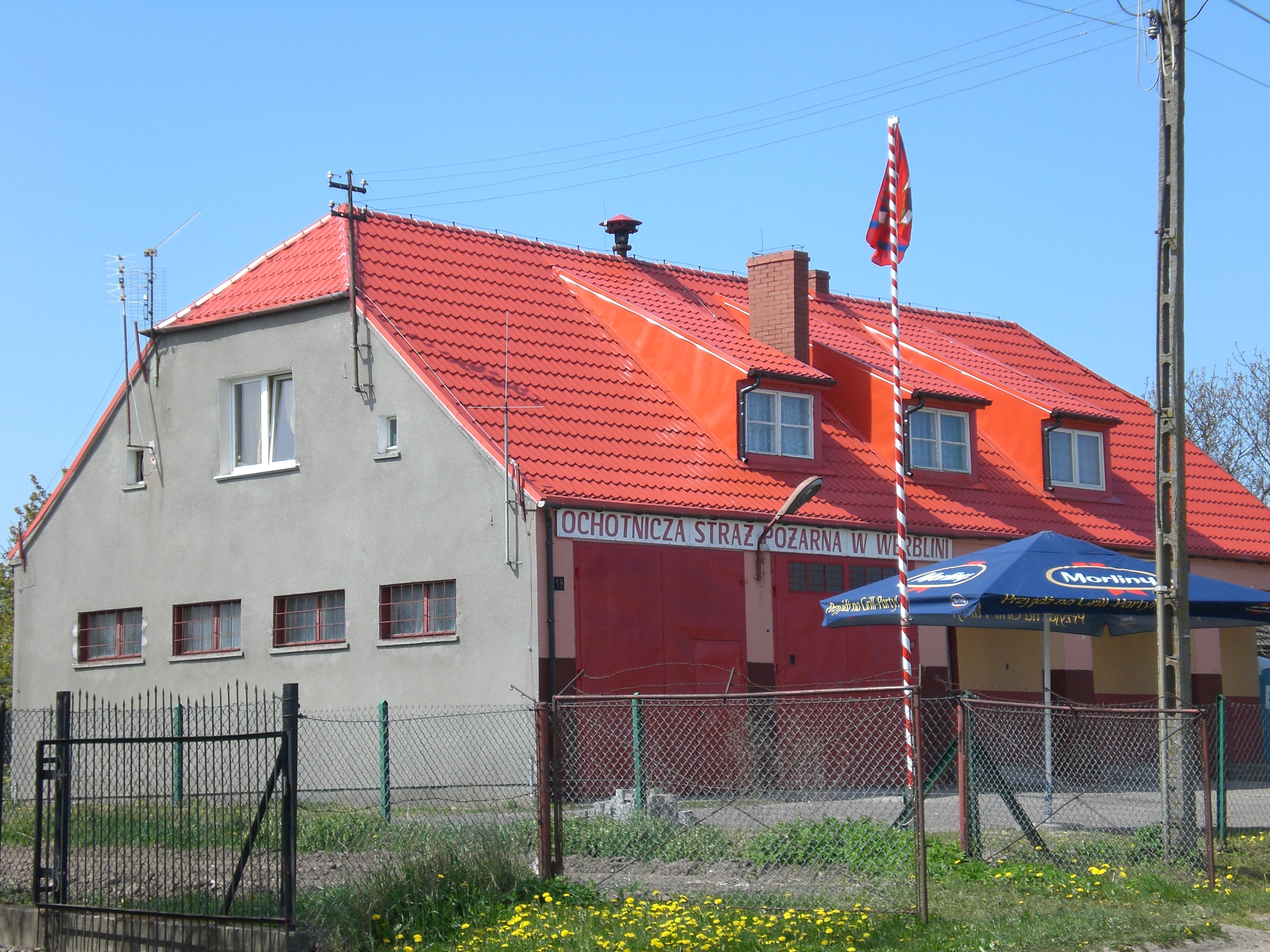
Brandweerkazerne van Werblinia

Werblinia is een Noord-Pools dorp in het administratief district Puck, powiat Pucki, Pommeren. Het ligt op 9 km van de stad Puck en op 48 km van Gdańsk. Het dorp telt 544 inwoners.